# 嵐徳三郎 (6代目)
六代目 嵐 徳三郎（ろくだいめ あらし とくさぶろう、明治16年（1883年）3月24日 - 昭和30年（1955年）11月8日）は、大阪の歌舞伎役者、日本の映画俳優である。本名「小林徳太郎」。

## 来歴
1883年（明治16年）3月24日、大阪府に生まれる。1890年（明治23年）生まれの説あり。
文楽の人形遣い初代桐竹紋十郎である父と、三代目嵐徳三郎（三代目嵐璃寛）の孫娘である母の三男として生まれる。母親は京都の四条縄手で旅館「葉村屋」を経営していた。屋号は「葉村屋」。

### 歌舞伎界へ
1889年（明治22年）、五代目嵐璃寛門人として、七歳で大阪角座で「嵐徳太郎」の名で初舞台。
1896年（明治29年）十四歳で四代目嵐和三郎を襲名。女形として活動を続ける。
1923年（大正12年）、東京宮戸座で「大衆歌舞伎」を掲げ、一座を旗揚げ。甥の嵐徳太郎（嵐寛寿郎）も加入（9月に脱退）。嵐家は関西劇壇の名門だが、この頃には斜陽の一門となっていた。
1924年（大正13年）、東京を引き上げ、十一代目の片岡仁左衛門を「上乗せ（特別出演）」に担ぎ上げ、大阪松島の八千代座でちんこ芝居（青年歌舞伎）の「片岡義士劇」旗揚げ公演。甥の嵐徳太郎を誘い、「嵐和歌大夫」の名を与える。この一座には片岡千栄蔵（片岡千恵蔵）もいた。
1927年（昭和2年）、甥の嵐和歌大夫が巡業先から二度目の逐電、牧野省三のマキノプロに入社。
1929年（昭和4年）、大阪八千代座で六代目嵐徳三郎を襲名する。甥の嵐寛寿郎が映画界で成功したのに刺激され、活動写真の世界に転向をはかる。

### 映画界へ
1930年（昭和5年）、松竹太秦撮影所に入社。同年、広瀬五郎監督の『長兵衛と権八』に主演して映画デビューを果たす。
このあと阪東妻三郎プロダクションに所属。
1931年（昭和6年）4月11日、阪妻プロから、当時長三郎が所属した東亜キネマ京都撮影所に移籍し、尾上菊太郎主演、後藤岱山監督の『御場段切れ異変』に出演する。同年、寛寿郎が同社を退社、第二次嵐寛寿郎プロダクションでの活動を開始すると、徳三郎も寛プロに移籍、行動をともにした。
第二次寛プロでは、甥のアラカンの主演製作した『鞍馬天狗シリーズ』、『むっつり右門シリーズ』などの時代劇に脇役として出演する。
1936年（昭和11年）からは寛プロの提携先の新興キネマ京都撮影所作品にも出演し、解散後は新興キネマに移籍、日活京都撮影所に移籍した寛寿郎とは道が分かれた。
1941年（昭和16年）の溝口健二監督、初代中村扇雀主演の映画『芸道一代男』では、明治歌舞伎の時代考証を担当している。
1942年（昭和17年）の新興キネマの合併による大日本映画製作（のちの大映）の設立に際しては大映京都撮影所に継続入社した。第二次世界大戦後も、1952年（昭和27年）まで映画界で活躍した。一方では小芝居で座頭を勤めていた。
1955年（昭和30年）11月8日、死去した。満72歳没。

## 人物・エピソード
祖父は四代目嵐璃寛。
撮影所では甥の嵐寛寿郎が「葉村屋」と呼ばれたのに対して「大葉村屋」と呼ばれた。嵐寛寿郎によると「日露戦争の勇士で、大道具方とトンカチ持って立ち廻るような人間」だった。また並木鏡太郎監督によると「まことにやかましき人」で、寛プロ入社早々、並木監督は「あんた踊れまへんのか」とクレームをつけられたという（「踊る」というのは、マキノ省三の用語で、仕草で演技指導すること）。並木監督は踊れないので、面倒くさいからと袖を引っ張ったところ、「並木さん、スタジオならまだよろしゅうおます。大勢の見ている前で、ロケで袖を引っ張るのはやめてほしい」と注意された。また「大葉村屋」では呼びにくいと、「センセイと呼んでくれ」と、もう一つ注意されたと語っている。
年齢をサバを読んで嵐寛寿郎の「義兄」と名乗ったため、文献によって混乱が見られる。このためアラカンの従妹である森光子がアラカンの姪扱いされた時期があった。又弟子に、後年映画にも出演した嵐冠十郎がいる。

## 主なフィルモグラフィ
- 長兵衛と権八（監督広瀬五郎、1930年） - 主演
- 大岡越前と天一坊（監督広瀬五郎、1930年） - 主演・大岡越前守役
- 御場段切れ異変（監督後藤岱山、1931年） - 香具師親分伝法役
- 清水次郎長（監督仁科熊彦、1931年） - 関所役人浮田弥十郎役
- 小笠原壱岐守（監督山中貞雄、1932年） - 山内容堂役
- 天狗廻状（監督山中貞雄、1932年） - 近藤勇役
- 月形半平太（監督山本松男、1935年）
- 雪之丞変化 第一篇・第二篇・解決篇 （監督衣笠貞之助、1935年 - 1936年）
- 蒙古襲来 敵国降伏（監督秋山耕作、1937年）） - 僧日蓮役
- 残菊物語（監督溝口健二、1939年）
- 芸道一代男（監督溝口健二、1941年） - 歌舞伎考証
- 江戸の紅葵（監督吉田信三、1941年）
- かくて神風は吹く（監督丸根賛太郎、1944年） - 池上宗仲役
- 乞食大将（監督松田定次、1952年〈製作は1945年〉） - 遺作